# ヨハンナ・ファン・ゴッホ＝ボンゲル

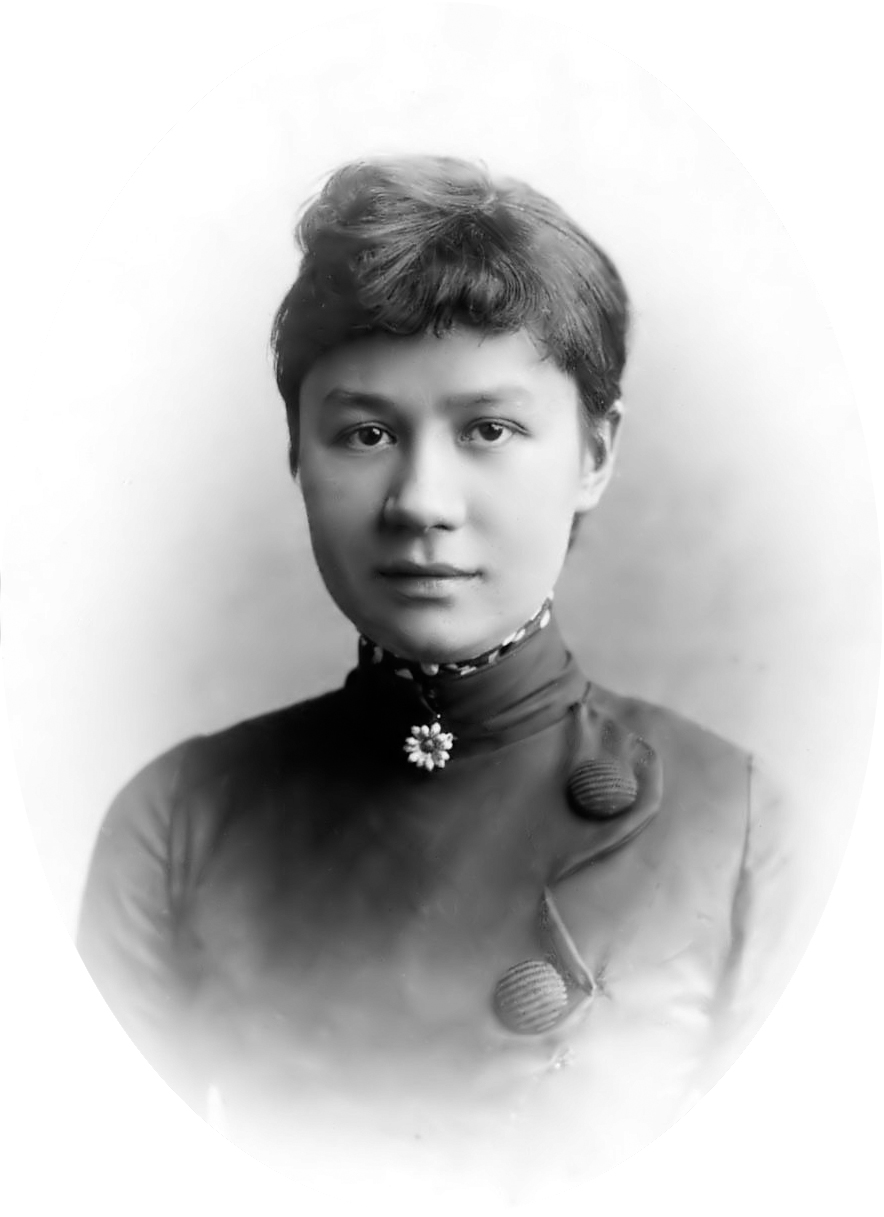
1889年のヨー。

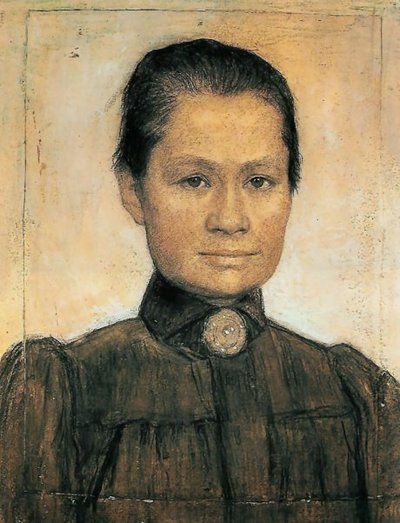
ヨハン・コーヘン・ホッスハルクによるヨーの肖像（1905年）

ヨハンナ・ファン・ゴッホ＝ボンゲル（Johanna van Gogh-Bonger、1862年10月4日 - 1925年9月2日）は、オランダの画商テオドルス・ファン・ゴッホ（通称テオ、画家フィンセント・ファン・ゴッホの弟）の妻である。通称はヨー（Jo）。
オランダ語では、姓はホーホ＝ボンハーと表記するのが近い。

## 概要
アムステルダム生まれ。ボンゲル家は地元の名家であり、兄のアンドリース・ファン・ボンゲル（通称ドリース）はアムステルダム大学の教授であった。
義兄フィンセント及び夫テオの死後、ヨーは2人の間で交わされた書簡を整理し、1914年にオランダ語でゴッホ書簡集を発刊した。また、フィンセントの回顧展を開催し、その知名度の向上に努めた。
フィンセントの友人ウジェーヌ・ボックと交流を持ち、1891年7月にフィンセントの遺作「ウジェーヌ・ボックの肖像」を贈与している。また、エミール・ベルナールとも交流し、自身への書簡の提供も含めフィンセントの作品の宣伝に助力した。

## 家族
ヨーにはテオとの間に1人の息子が生まれ、フィンセント・ウィレム・ファン・ゴッホと名付けられた。テオ死後の1901年、ヨーはアムステルダム生まれの画家ヨハン・コーヘン・ホッスハルク（Johan Cohen Gosschalk、1873年 - 1912年）と再婚した。

## 著作
- 『フィンセント・ファン・ゴッホの思い出』東京書籍、2020年

マーティン・ゲイフォード解説、林卓行監訳、吉川真理子訳
伝記
- 『ヨー・ファン・ゴッホ＝ボンゲル：画家ゴッホを世界に広めた女性』

ハンス・ライテン、川副智子訳、NHK出版、2025年。著者はゴッホ美術館上席研究員